# Andrew Wilson (Schauspieler)

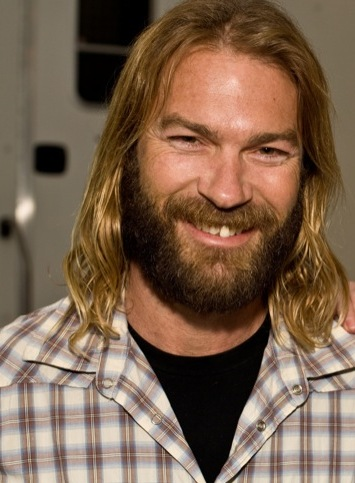
Andrew Wilson, 2009

Andrew Cunningham Wilson (* 22. August 1964 in Dallas, Texas) ist ein US-amerikanischer Schauspieler.

## Biografie
Andrew wuchs als ältester von drei Söhnen eines Werbefachmanns und einer Fotografin auf. Genau wie seine Brüder Luke und Owen Wilson entdeckte er auf dem Occidental College seine Liebe zur Schauspielerei.
Er ist geschieden und hat einen Sohn.

## Filmografie (Auswahl)

### Als Schauspieler
- 1993: Das letzte U-Boot (Fernsehfilm)
- 1994: Chicks (The Stoned Age)
- 1995: House of Pain
- 1996: Durchgeknallt (Bottle Rocket)
- 1998: Rushmore
- 2000: 3 Engel für Charlie (Charlie’s Angels)
- 2001: Zoolander
- 2001: The Royal Tenenbaums
- 2002: Showtime
- 2003: 3 Engel für Charlie – Volle Power (Charlie’s Angels: Full Throttle)
- 2005: Ein Mann für eine Saison (Fever Pitch)
- 2006: Idiocracy
- 2009: Roller Girl (Whip It)
- 2010: Woher weißt du, dass es Liebe ist (How Do You Know?)
- 2011: Alles erlaubt – Eine Woche ohne Regeln (Hall Pass)
- 2017: Time Trap
- 2017: Wer ist Daddy? (Father Figures)

### Als Produzent
- 1996: Durchgeknallt (Bottle Rocket)

### Als Regisseur
- 2005: The Wendell Baker Story